# Rinya
Il Rinya è un fiume minore della contea di Somogy in Ungheria, affluente di sinistra della Drava, lungo 60 km.
Nasce sulle colline del Transdanubio, nel Somogy interno, quindi scorre verso sud attraversando i territori dei paesi di  Böhönye e Segesd, poi attraversa la città di Nagyatád e il paese di Babócsa, quindi fluisce nella Dráva pochi chilometri a ovest di Barcs.
Lungo il corso del Rinya, nella zona compresa fra Nagyatád, Lábod, Görgeteg e Rinyaszentkirály, è presente l'Area di conservazione della foresta di Rinyaszentkirály.